# Waltraut Seitter
Waltraut Seitter  (13 de enero de 1930 – 15 de noviembre de 2007) fue una astrónoma alemana. 
Waltraut Carola Seitter nació en Zwickau en 1930, donde su padre trabajó como ingeniero en la compañía de automóviles Horch. Fue a la escuela en Colonia, donde terminó la escuela secundaria en 1949 (después de trabajos como recolectora de billetes de tranvía, ayudante de refugiados y dibujante), y entró a la universidad para estudiar física, matemáticas, química y astronomía. Continuó sus estudios en el Smith College en Northampton, Massachusetts con una beca del Programa Fulbright, obtuvo su Máster en física en 1955 y se convirtió en instructora de astronomía. De 1958 a 1962, trabajó en el Observatorio Hoher List de la Universidad de Bonn, obtuvo su Doctorado y ocupó los cargos de asistente, observadora y profesora en la Universidad de Bonn. En 1967, fue profesora invitada de la Sociedad Astronómica Estadounidense en la Universidad Vanderbilt en Nashville, Tennessee, luego fue profesora en el Smith College (desde 1973, Profesora de Astronomía Eliza Appleton Haven). En 1975, fue convocada a la cátedra de astronomía en la Universidad de Muenster en Alemania (la primera mujer en Alemania en ocupar una cátedra de astronomía), y se convirtió en directora del instituto astronómico hasta su jubilación en 1995. 
Cuando estuvo en Bonn, trabajó en problemas de estadísticas estelares y en la clasificación espectral de estrellas, publicando el Atlas Espectral de Bonn (en dos volúmenes). En Muenster, con un dedicado equipo de jóvenes investigadores, organizó el proyecto Muenster Redshift (MRSP), un método para derivar los desplazamientos al rojo de las placas de prisma objetivo del telescopio Schmidt del Reino Unido, y el Muenster Red Sky Survey, un catálogo de galaxias del hemisferio sur, basado en placas rojas directas ESO Schmidt. Con los datos del MRSP, se encontraron los primeros indicios de la acción de la constante cosmológica, poco antes de que las principales búsquedas de supernova establecieran su existencia sin duda. 
Durante la mayor parte de su carrera, también investigó las novas y las estrellas eruptivas relacionadas. 
Las exposiciones organizadas por ella incluyen Mujeres en Astronomía y Ciencia en el Exilio (Smith College), así como Kepler y su época (Muenster, 1980). También organizó varios encuentros astronómicos internacionales. 
Desde 1975, Waltraut Seitter estuvo casada con Hilmar Duerbeck, un astrónomo compañero. 
El asteroide (4893) Seitter está nombrado en su honor. 